# Galactia spiciformis
Galactia spiciformis är en ärtväxtart som beskrevs av John Torrey och Asa Gray. Galactia spiciformis ingår i släktet Galactia och familjen ärtväxter. Inga underarter finns listade i Catalogue of Life.